# Helmut Lang
Helmut Lang, född 14 augusti 1940, är en friidrottare från Österrike. Han deltog vid olympiska sommarspelen 1972.